# Cunard Building
Il Cunard Building è un elegante edificio nel centro di Liverpool, che sorge a Pier Head. Fu costruito da Holland, Hannen & Cubitts tra il 1914 e il 1918 come quartier generale per la Cunard Line, e oggi è noto come la seconda della Tre Grazie di Liverpool.
L'edificio fu progettato dallo studio Willink e Thicknesse, con la consulenza di Arthur J. Davis; lo stile è fortemente influenzato dall'architettura italiana e rientra nella lista degli edifici di grande rilevanza nel Regno Unito, secondo la classificazione di "Grade II*" (edifici di particolare rilevanza e importanza più che locale).
La sede della Cunard è rimasta nell'edificio sino agli anni 1960, quando l'edificio venne venduto alla Prudential plc. La compagnia si trasferì a Southampton.
Il Cunard Building è famoso per la sua forma molto particolare; è più largo sul retro rispetto alla parte frontale. Sarebbe stato disegnato a questo modo per ricordare la prua di una barca.